# Великий почин

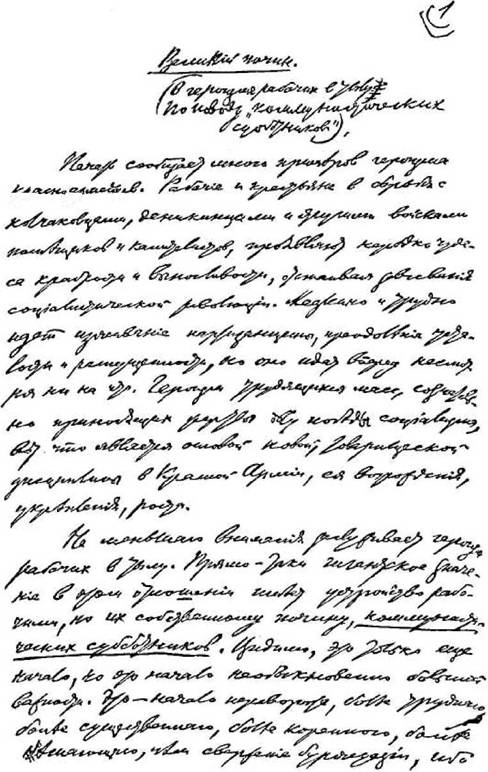
Первая страница рукописи В. И. Ленина «Великий почин». 28 июня 1919 года

«Великий почин (О героизме рабочих в тылу. По поводу „коммунистических субботников“)» — статья В. И. Ленина, написанная 28 июня 1919 года. Впервые опубликована отдельной брошюрой в Москве в июле 1919 года. По данным на 1969 год, была издана 130 раз в СССР и 38 раз на 51 языке в других странах.
Статья посвящена проблемам формирования новых производственных отношений в процессе строительства коммунизма.
В статье Ленин даёт высокую оценку субботникам, называя их «фактическим началом коммунизма». По мнению В. И. Ленина, благодаря «субботникам» значительно увеличивается производительность труда, превосходя производительность труда при капитализме. В качестве доказательства данного тезиса В. И. Ленин цитирует различные статьи в газете «Правда» о прошедших коммунистических субботниках в стране, начиная с первого массового субботника на Московско-Казанской железной дороге (10 мая 1919). После опубликования статьи субботники в России получили широкое распространение.
Также в данной работе В. И. Ленин призывает переходить к бесклассовому обществу и даёт определение социального класса, ставшее в СССР классическим:
«Классами называются большие группы людей, различающиеся по их месту в исторически определенной системе общественного производства, по их отношению (большей частью закрепленному и оформленному в законах) к средствам производства, по их роли в общественной организации труда, а следовательно, по способам получения и размерам той доли общественного богатства, которой они располагают. Классы, это такие группы людей, из которых одна может себе присваивать труд другой, благодаря различию их места в определенном укладе общественного хозяйства.»

## Публикации, цитируемые в статье
Приблизительно 30 % статьи «Великий почин» представляет собой перепечатку различных статей из газеты «Правда», в которых сообщается о движении коммунистических субботников, охватившем страну. Ниже приведён список этих статей:
- А. Ж. «Работа по-революционному (Коммунистическая суббота)» // газета «Правда», 17 мая 1919.
- Н. Р. «Пример, достойный подражания» // газета «Правда», 20 мая 1919.
- Статья в газете «Правда», 23 мая 1919.
- Дьяченко А. «Заметки субботника» // газета «Правда», 7 июня 1919.
- Статья в газете «Правда», 6 июня 1919.
- «Коммунистические субботники» // 8 июня 1919.

## Интересные факты

Памятная плита «Великому почину» у входа в Локомотивное депо Москва-Сортировочная

- Один из крупнейших алмазов российского происхождения массой в 135,12 карат получил название «Великий почин» в честь первого Ленинского субботника.
- В депо Москва-Сортировочная в 1957 году был открыт музей «Великому почину», посвящённый первому субботнику. Также на входе в депо расположена памятная плита с текстом: «Здесь 12 апреля и 10 мая 1919 г. состоялись первые коммунистические субботники, названные В.И.Лениным Великим почином».